# 陳宛珍殉夫事件

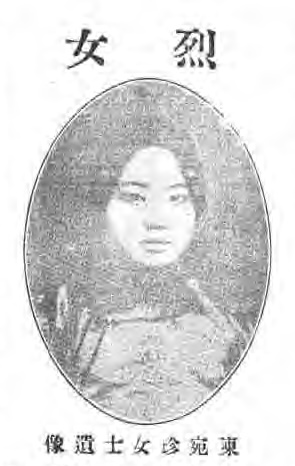
烈女陳宛珍女士遺像

陳宛珍殉夫事件是1918年5月3日上海女子陳宛珍在素未謀面的未婚夫死後旋即服毒自殺的事件，當局對其殉節之舉予以表彰，引發社會極大爭論。

## 背景
1917年10月出台的《修正褒扬条例》，除以“褒扬”代替“旌表”外，与清朝“节、孝、贞、烈”大同小异，其中规定妇女受褒扬者为：
同条款所称之烈妇烈女，凡遇强暴不从致死，或羞忿自尽，及夫亡殉节者，属之。——《修正褒扬条例施行细则》
1902年出生的陳宛珍祖籍浙江紹興，家族三代都在上海經商。年少時即接受《四书》、《孝经》、《列女传》等傳統儒家教育，並對古代忠义节孝贞烈事迹非常仰慕。後许配给王运甫第四子王菁士。

## 自殺
民國七年（1918年）5月3日，十八歲的王菁士因病去世。尚未过门的陈宛珍得知死訊，沐浴更衣後服毒自尽：
陈女闻死耗，即沐浴更衣，潜自仰药。其家人觉察，仓皇施救，已无及。女乃泫然曰：“儿志早决。生虽未获见夫，殁或相从地下，……”言讫，遂死，死时距其未婚夫之死仅三时而已。——上海绍兴同乡会所出征文启

## 旌表
兩天之後，上海县知事將陈宛珍殉節事呈上江苏省长齐耀琳，要求按照民国6年10月（1917年10月）出台的褒獎烈女的《修正褒扬条例》给予褒奖：
呈为陈烈女行实可风，造册具书证明，请予按例褒扬事。……兹据呈称……并开具事实，附送褒扬费银六元前来。……知事复查无异。除先给予“贞烈可风”匾额，以资旌表外，谨援《褒扬条例》……之规定，造具清册，并附证明书，连同褒扬费，一并备文呈送，仰祈鉴核，俯赐咨行内务部将陈烈女按例褒扬，实为德便。——上海县知事呈江苏省长请予褒扬的呈文
当局按例赐匾给银褒獎。江蘇督軍李纯則颁赠挽联一付，又有多人创作挽联。
是中华道德所放之色采为民国伦纪先植其根基——挽联之一

## 後續
胡適在當年7月14日的《新青年》杂志上，发表题为《贞操问题》一文，他在文中對陳宛珍殉節一事進行批判。
以近世人道主义的眼光看来，褒扬烈妇烈女杀身殉夫，都是野蛮残忍的法律，这种法律，在今日没有存在的地位。——胡適
民國8年（1919年）6月出版的《治家全書》提及陳宛珍。民國14年（1925年），紹興七縣旅滬同鄉會出版6卷《陳烈女不朽錄》歌頌陳宛珍事跡。